# Římskokatolická farnost Albrechtice u Sušice
Římskokatolická farnost Albrechtice u Sušice je zaniklým územním společenstvím římských katolíků v rámci sušicko-nepomuckého vikariátu českobudějovické diecéze.

## O farnosti

### Historie
Farnost v Albrechticích existovala již kolem roku 1150. Král Vladislav I. daroval ves premonstrátům z kanonie ve Windbergu. Kolem roku 1240 byl vybudován na místě staršího dnešní kostel sv. apoštolů Petra a Pavla, presbytář byl nově zaklenut ve 14. století. Z 15. století pocházejí dodnes zachované nástěnné malby. V 18. století byl kostel barokně upraven. Ve 20. století přestal být do farnosti ustanovován sídelní kněz.

### Současnost
Farnost Albrechtice u Sušice je součástí kollatury farnosti Strašín, odkud je vykonávána její duchovní správa. Farnost ke dni 31.12.2019 zanikla. Jejím právním nástupcem je Římskokatolická farnost Sušice.
| Kostel                   | Místo                | Bohoslužba             | Bohoslužba             | Poznámka            |
| ------------------------ | -------------------- | ---------------------- | ---------------------- | ------------------- |
| Kostel sv. Petra a Pavla | Albrechtice u Sušice | neděle                 | 11.30                  | bývalý farní kostel |
| Kaple                    | Humpolec             | neslouží se pravidelně | neslouží se pravidelně | obecní kaple        |
| Kaple sv. Anny           | Kadešice             | neslouží se pravidelně | neslouží se pravidelně | obecní kaple        |
| Kaple                    | Ostružno             | neslouží se pravidelně | neslouží se pravidelně | obecní kaple        |
| Kaple                    | Šimanov              | neslouží se pravidelně | neslouží se pravidelně | obecní kaple        |